# Савільяно
Савільяно (італ. Savigliano, п'єм. Savian) — муніципалітет в Італії, у регіоні П'ємонт,  провінція Кунео.
Савільяно розташоване на відстані близько 500 км на північний захід від Рима, 50 км на південь від Турина, 31 км на північ від Кунео.
Населення — 21 330 осіб (2014).
Щорічний фестиваль відбувається 19 серпня. Покровитель — San Sebastiano.

## Демографія
Населення за роками:

Станом на 1 січня 2023 року в муніципалітеті офіційно проживали 2222 іноземці з 72 країн, серед них 396 громадян країн Євросоюзу та 23 громадяни України.

## Сусідні муніципалітети
- Каваллермаджоре
- Червере
- Фоссано
- Дженола
- Ланьяско
- Марене
- Монастероло-ді-Савільяно
- Салуццо
- Скарнафіджі
- Верцуоло
- Віллафаллетто
- Воттіньяско

## Промисловість
У місті знаходиться виробник швидкісних потягів Pendolino.